# مزينة (منضدة)

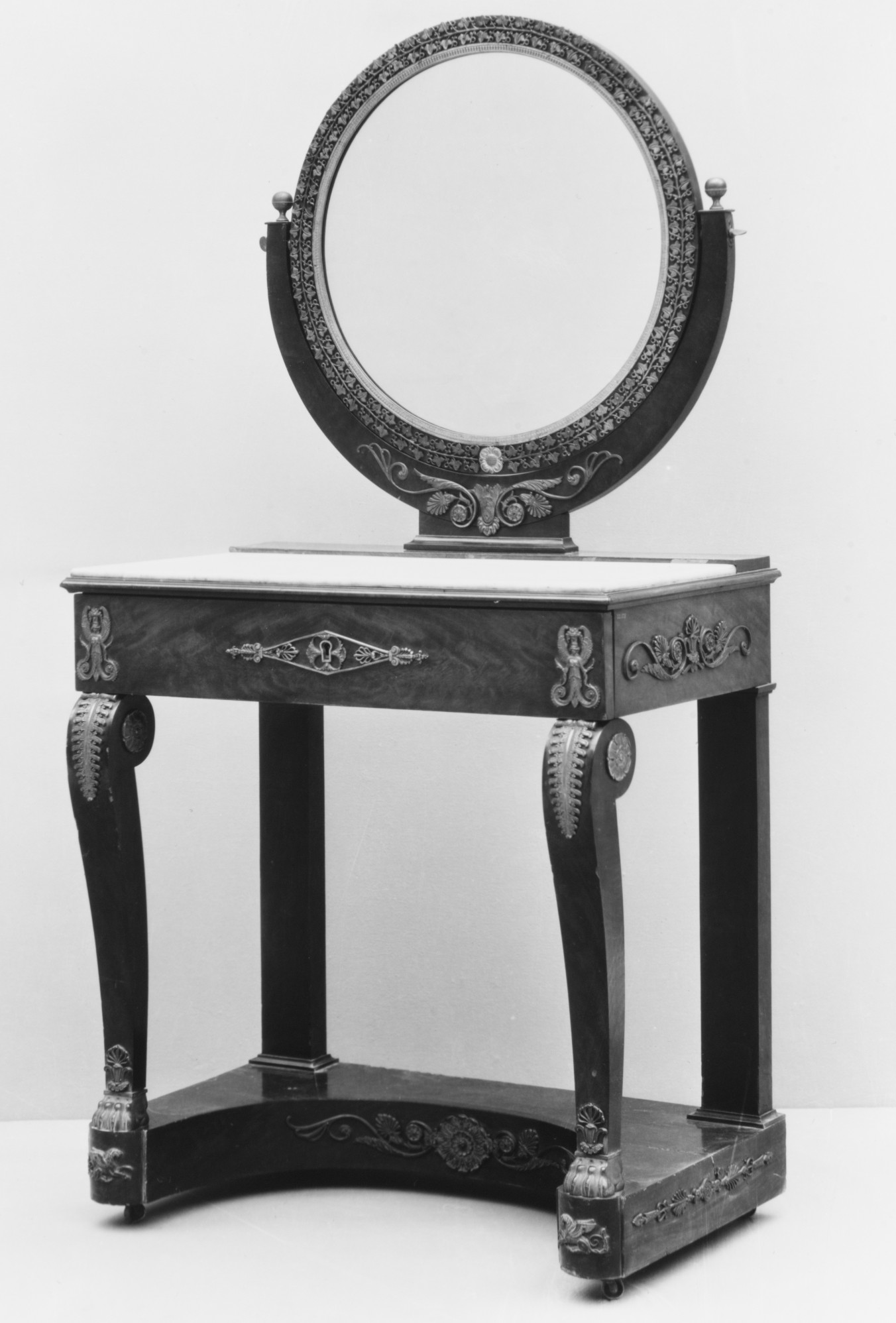
مزينة (نحو 1815-1830)

المِزْيَنَة أو التسريحة أو منضدة الزينة هي منضدة مصممة خصيصًا لأداء للتزين (ارتداء الملابس ووضع مستحضرات التجميل والعناية الشخصية الأُخَرى)  مخصصة لغرفة النوم أو خدر.

## الصور

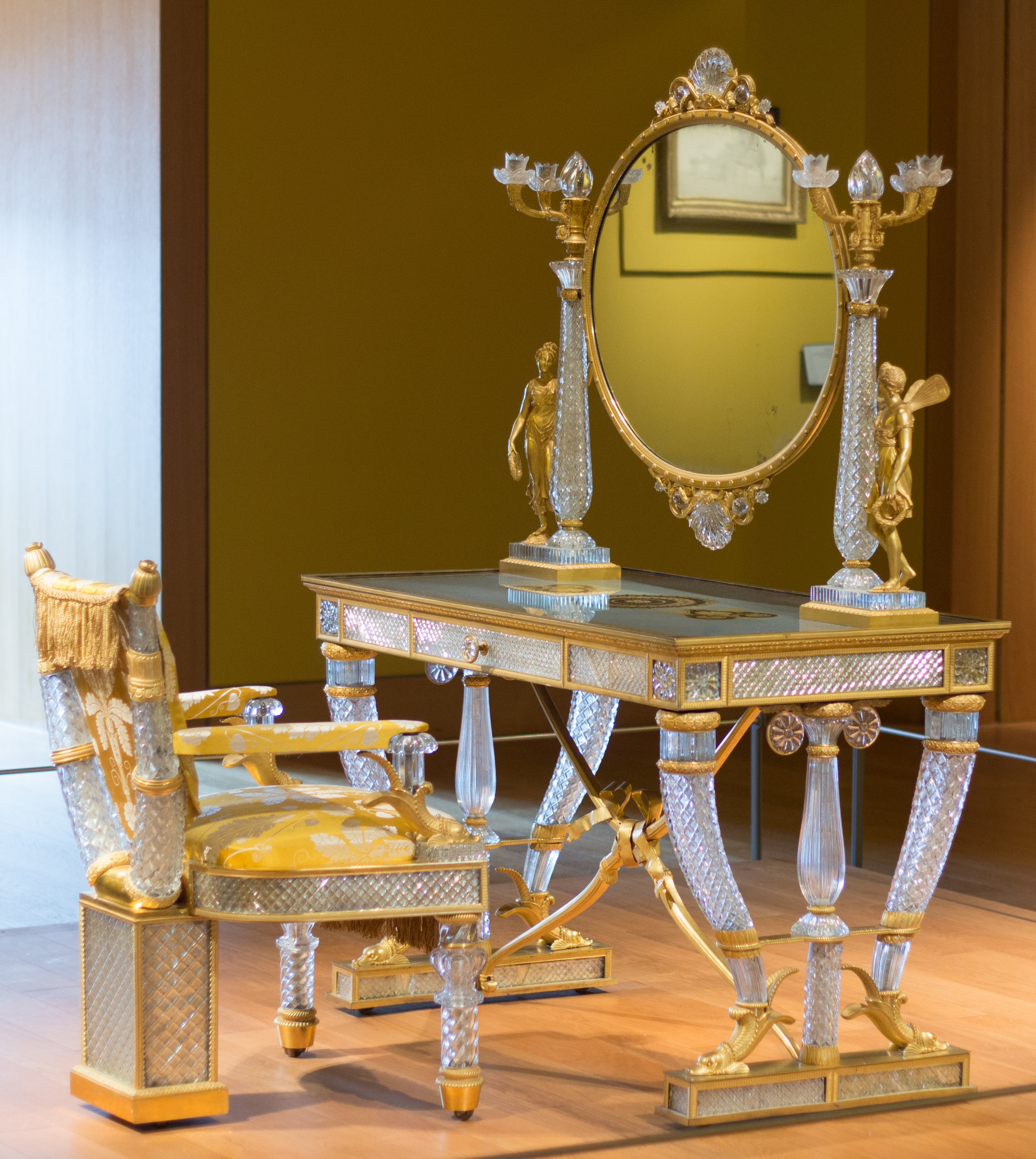
مزينة ماري كَرولين (حوالي 1819) في متحف اللوفر
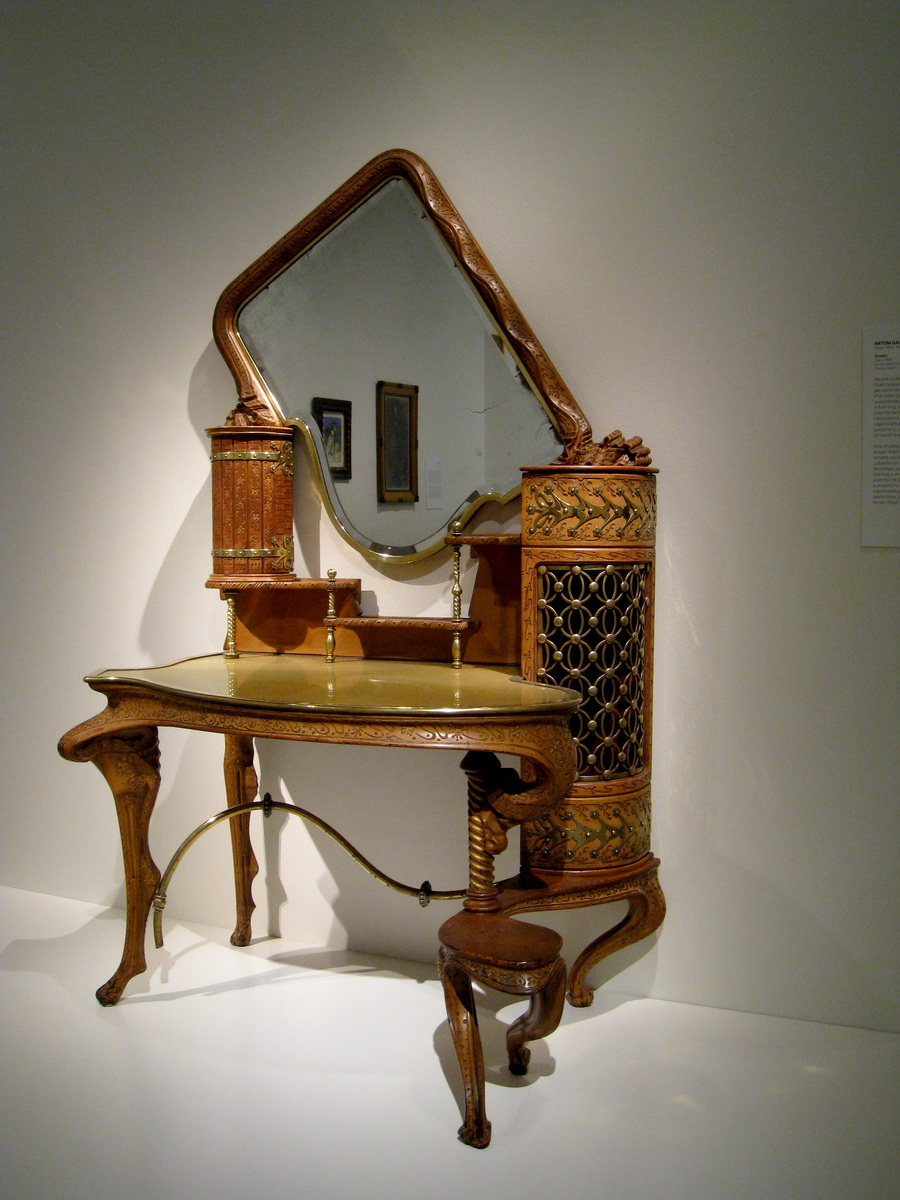
مزينة من تصميم غاودي (1889)
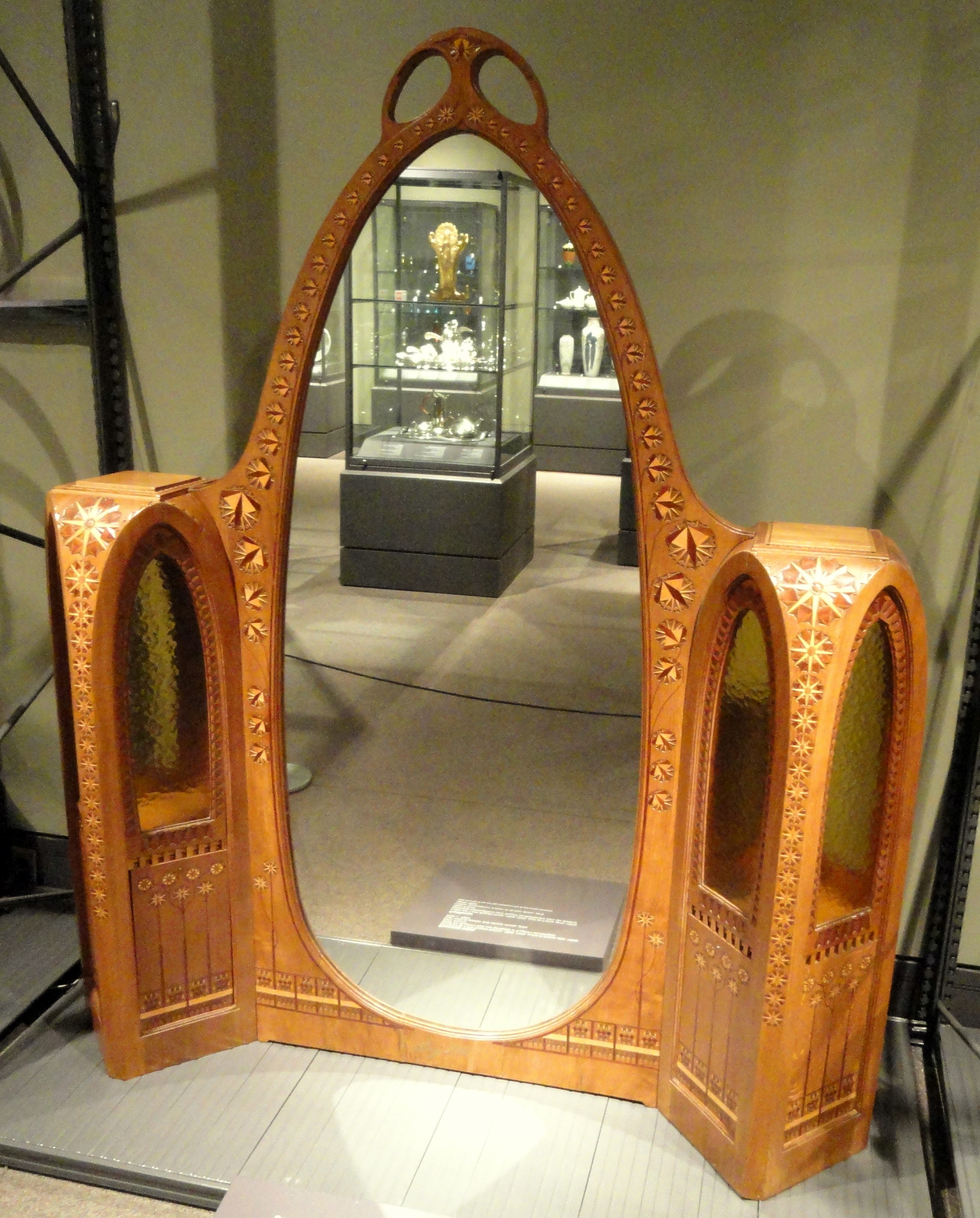
مزينة للرجال
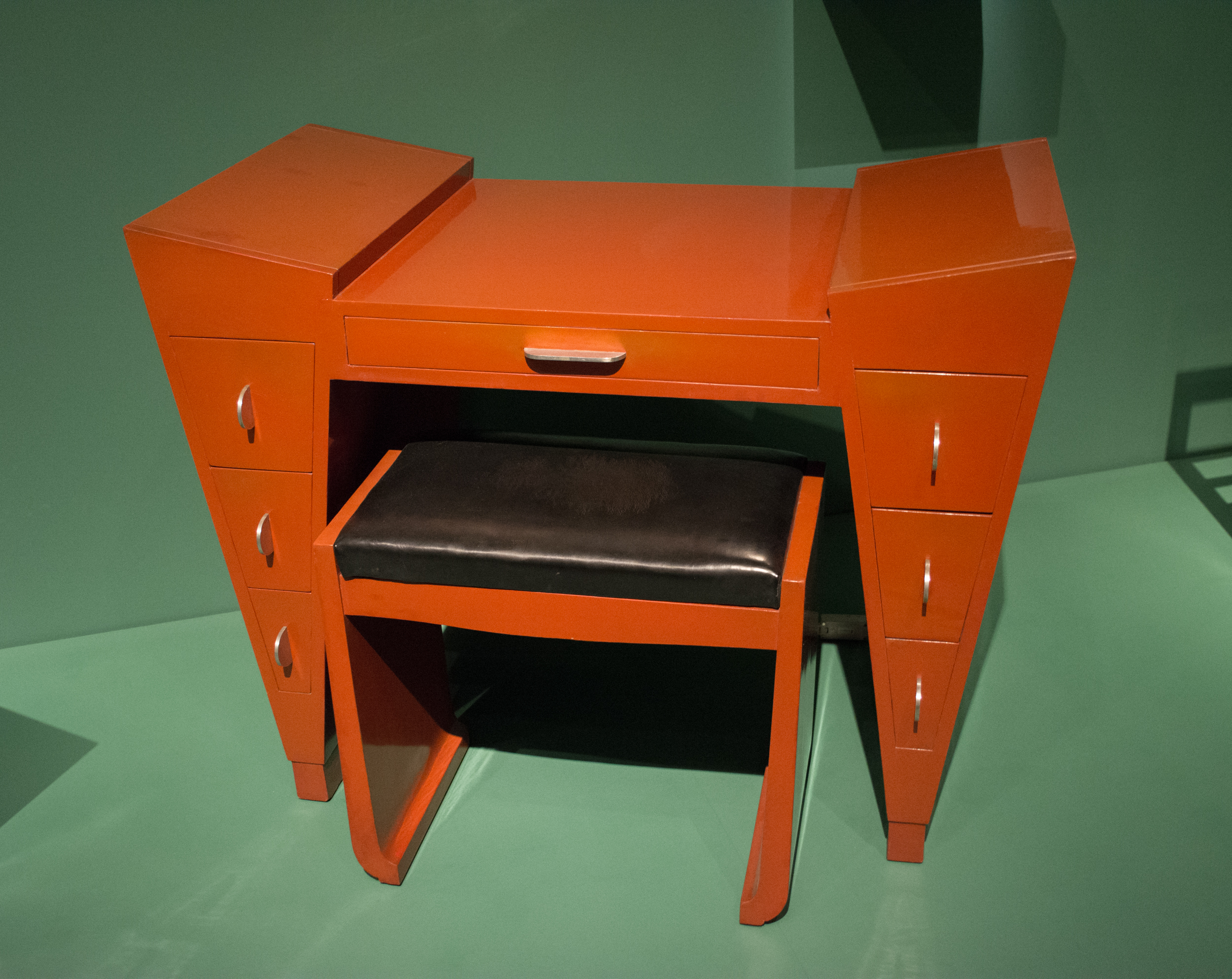
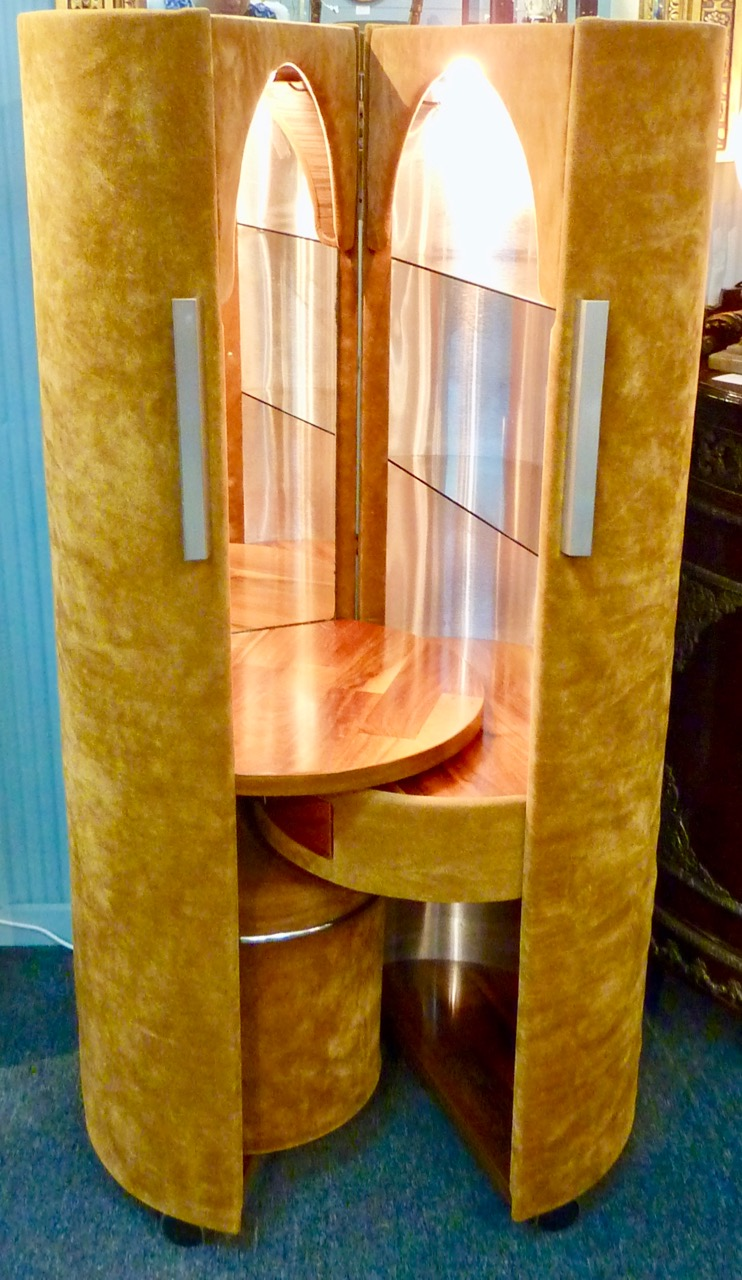
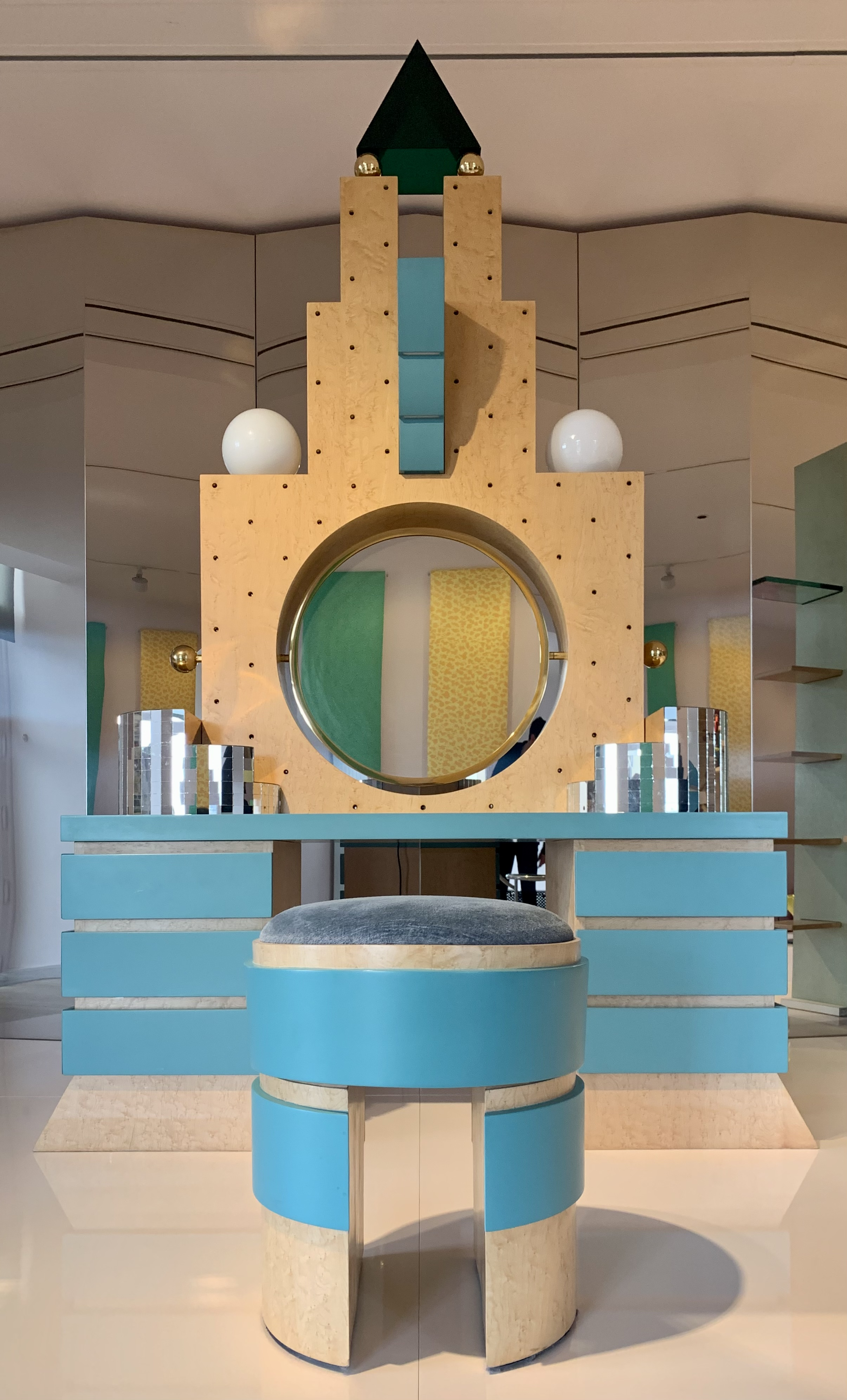

## طالع أيضًا
- صوان عال
- صوان خفيض